# Votivní kostel (Vídeň)
Votivkirche (česky Votivní kostel Božského Spasitele) je římskokatolický novogotický kostel ve Vídni se dvěma věžemi v průčelí. Stojí v parku Sigmunda Freuda na ulici Währinger Strasse v Alsergrundu, nedaleko stanice metra Schottentor a blízko hlavní budovy Vídeňské univerzity i budovy radnice.

## Historie
18. února 1853 maďarský krejčovský tovaryš János Libényi spáchal neúspěšný atentát na Františka Josefa I. Císařův bratr, arcivévoda Ferdinand Maxmilián, pozdější mexický císař, zorganizoval po celé říši sbírku, která vynesla přes 300 tisíc zlatých a z níž se kostel postavil jako poděkování za záchranu života mladého císaře. Roku 1879 byl kostel vysvěcen ke stříbrné svatbě císařského páru. Návrh kostela vytvořil architekt Heinrich Ferstel. Ve stejném stylu, i když jinými architekty, je ve Vídni postavena řada dalších budov (např. radnice).